# Mandas
Mandas est une commune italienne d'environ 2 200 habitants située dans la province du Sud-Sardaigne, dans la région de la Sardaigne, à 56 km de Cagliari. Le nom de la commune remonte au XIIIe siècle.

## Administration
| Période                                  | Période | Identité | Étiquette | Qualité |
| ---------------------------------------- | ------- | -------- | --------- | ------- |
|                                          |         |          |           |         |
| Les données manquantes sont à compléter. |         |          |           |         |

### Communes limitrophes
Escolca, Gergei, Gesico, Nurri, Serri, Siurgus Donigala, Suelli

### Évolution démographique
Habitants recensés